# 엘리프 샤팍
엘리프 샤팍(튀르키예어: Elif Şafak 엘리프 샤파크[*], 한국어 출판명 엘리프 샤팍, 1971년 10월 25일 ~ )은 튀르키예의 소설가다. 영어와 튀르키예어로 글을 쓴다.

## 생애
샤팍은 1971년에 프랑스 스트라스부르에서 태어났다. 외교관인 부모 밑에서 태어났지만 곧 부모가 이혼해 모친 혼자 샤팍을 키웠다. 그녀는 훗날 튀르키예 특유의 가부장적인 가정에서 성장하지 않았던 것이 그녀의 삶과 작품 세계에 큰 영향을 미쳤다고 회고했다.
샤팍의 성은 원래 아버지의 성인 '빌긴'이었지만 부모가 헤어진 후 스스로 어머니의 성을 선택했다. '샤파크(샤팍)'는 튀르키예어로 '새벽'이라는 뜻이다.
샤팍은 튀르키예로 돌아오기 전에 외교관인 어머니를 따라 미국과 영국과 스페인에서 청소년기를 보냈다. 지금은 이스탄불에 살고 있다. 이스탄불은 그녀의 소설에서 중요한 배경으로 나타나곤 한다.
터키에 있는 중동 공과대학교에서 정치학 학사와 석사•박사 학위를 땄다. 이 대학의 학부생이던 시절에 기숙사에서 자투리 시간을 활용해 첫 번째 소설을 완성했다고 한다.
작품 《이스탄불의 사생아》가 터키의 징역을 살 수도 있었지만 무죄로 풀려났다.

## 작품
- 이스탄불의 사생아(Baba ve Piç)
- 40가지 사랑의 법칙